# Narzędzia stosowane w pracy socjalnej
Ankieta  to wywiad pisemny, za pomocą którego można przebadać dużą liczbę zbiorowości. Ankiety są zazwyczaj anonimowe, choć jawne się także zdarzają. Ze względu na sposób rozpowszechniania wyróżniamy następujące ankiety: środowiskowe, prasowe oraz pocztowe. 
Struktura ankiety:
Ankieta charakteryzuje się różną ilością pytań, które są odpowiednio zbudowane. Ankieta jako narzędzie badawcze powinna zawierać informacje dotyczące instytucji, dla której badanie jest potrzebne oraz informacje o celu przeprowadzenia takiego badania. Jeśli jest to konieczne, powinna mieć również dodatkowe wyjaśnienia oraz instrukcję dotyczącą jej wypełnienia.
Wywiad jest to forma rozmowy kierowanej, w której udział biorą co najmniej 2 osoby, czyli prowadzący wywiad i respondent. Badający chce uzyskać od respondenta jak najwięcej informacji, które określają cel badania. Wywiad to ścisła współpraca ze sobą obu stron. Badający stara się oddziaływać na badanego stawianymi pytaniami i skłonić go do udzielenia istotnych wypowiedzi. Dla pracownika socjalnego wywiad środowiskowy to jedno z podstawowych i najczęściej wykorzystywanych narzędzi w pracy zawodowej. Poprzez wywiad pracownik socjalny potrafi rozpoznać trudną sytuację jednostki i w jak najszybszym czasie podjąć odpowiednie działania, by pomóc rozwiązać daną sytuację swojego klienta. 
Negocjacje to dwustronny proces komunikowania się pracownika socjalnego z jednostką, która potrzebuje pomocy. Celem negocjacji jest osiągnięcie porozumienia w trudnej sytuacji konfliktu, części interesów zaangażowanych stron. Celem negocjatora powinno być nie osiąganie zwycięstwa, lecz osiągnięcie porozumienia. Obydwie strony muszą być pewne, że coś zyskały. 
Czynniki decydujące o skutecznych negocjacjach:
1. Problem jest możliwy do rozwiązania, 2. Obustronna deklaracja uczestnictwa w negocjacjach, 3. Wzajemna zależność stron, 4. Udział decydentów w okresie negocjacji, 5. Dopuszczenie możliwości kompromisu, 6. Brak psychicznych barier, 7. Realność wypracowanego porozumienia.
Mediacje to dobrowolny i poufny proces dochodzenia do rozwiązania sporu, prowadzony w obecności osoby neutralnej i bezstronnej – mediatora. Jest to pośredniczenie w sporze, mające na celu pomoc (dwóm lub więcej) stronom w osiągnięciu porozumienia. W przypadku postępowania karnego dodatkowym celem mediacji jest zadośćuczynienie, naprawa wyrządzonej szkody, czyli sprawiedliwość naprawcza.
Mediator nie ma władzy podejmowania decyzji merytorycznych. Jego celem jest pomoc zwaśnionym stronom w dobrowolnym osiągnięciu ich własnego, wzajemnie akceptowanego porozumienia w spornych kwestiach.